# Ciervo Petiso
Ciervo Petiso es una localidad y municipio argentino ubicado en el centro este de la provincia del Chaco, en el departamento Libertador General San Martín.

## Toponimia
El nombre lo tomó del estero Ciervo Petiso, cercano a la localidad. Este a su vez deriva de un ejemplar enano de ciervo de los pantanos, que fue avistado en la costa de dicho estero.

## Vías de comunicación
Las principales vías de comunicación son las rutas provinciales 30 y 32, ambas de tierra. La primera la vincula al sur con Colonias Unidas, y al noroeste con Laguna Limpia; la 32 la comunica al este con General José de San Martín.

## Población
Cuenta con 786 habitantes (Indec, 2010), lo que representa un incremento del 27% frente a los 619 habitantes (Indec, 2001) del censo anterior. En el municipio el total ascendía a los 1,055 habitantes (Indec, 2001).
| Gráfica de evolución demográfica de Ciervo Petiso entre 1991 y 2010 |
|                                                                     |
| Fuente: Censos nacionales del INDEC                                 |